# Pedro Ripoll
Pedro Ripoll Quintas (Madrid, 1943-Madrid, 2025) fue un biólogo español.

## Trayectoria
Estudió en la Universidad Complutense de Madrid, especializándose en biología molecular. Completó su formación en Estados Unidos y Suiza.
Formó parte de la denominada Escuela de Madrid de genética del desarrollo en torno a Antonio García-Bellido.
Ha trabajado en distintas instituciones, como el CSIC y el Centro de Biología Molecular de la Universidad Autónoma de Madrid.
Entre 1988 y 1990 fue director general de Investigación Científica y Técnica.